# The Lazarus Child
Pour plus de détails, voir Fiche technique et Distribution.
The Lazarus Child est un drame américain réalisé par Graham Theakston en 2004. Il fut réédité en 2008 au Canada sous le titre La Dernière Porte.

## Synopsis
Gravement blessée après avoir été renversée par un bus, une enfant de sept ans, Frankie Heywood, tombe dans un profond coma. Son frère de douze ans, Ben, qui a été témoin de l'accident, tombe dans une sévère dépression. Leurs parents, Jack et Alison, doivent mettre de côté leurs difficultés de leur mariage afin de s'occuper de leurs enfants. Alors que rien ne semble pouvoir évoluer positivement, Jack et Alison entendent parler d'une méthode médicale controversée, mais qui pourrait sortir Frankie de son coma ; le traitement consiste à communiquer avec le patient afin de le ramener à la conscience. Ben s'avère être la clé de cette libération, mais le traitement comporte des risques.

## Fiche technique
- Autre titre français : La Dernière Porte  (Canada)
- Réalisation : Graham Theakston
- Producteurs : Eagle Pictures
- Durée : 93 minutes

## Distribution
- Andy García (VQ : Jean-Luc Montminy) : Jack Heywood
- Frances O'Connor (VQ : Nadia Paradis) : Alison Heywood
- Angela Bassett (VQ : Manon Arsenault) : Dr Elizabeth Chase
- Harry Eden (VQ : Charles Miquelon) : Ben Heywood
- Julian Christopher (VQ : Vincent Davy) : Eliott Chase
- Nicholas Gecks (VQ : Jean-François Blanchard) : Dr Stanhope
- Christopher Shyer (VQ : Gilbert Lachance) : John Boyd

## Anecdotes
- On y utilise une arme japonaise, le yawara.